# Epicoma asbolina
Epicoma asbolina is een vlinder uit de familie van de tandvlinders (Notodontidae), uit de onderfamilie van de Thaumetopoeinae. De wetenschappelijke naam van de soort is voor het eerst gepubliceerd door Alfred Jefferis Turner.
De soort komt voor in Nieuw-Guinea en Australië.